# هيئة داكوتا الشمالية التشريعية
هيئة داكوتا الشمالية التشريعية (بالإنجليزية: North Dakota Legislative Assembly)‏   هي الهيئة التشريعية لداكوتا الشمالية، تتكون من المجلس الأعلى  مجلس شيوخ داكوتا الشمالية، والمجلس الأدنى مجلس نواب داكوتا الشمالية.